# Robot Dreams (filme)
Robot Dreams é um filme de tragicomédia de animação hispano-francês de 2023 escrito e dirigido por Pablo Berger. É baseado na história em quadrinhos de mesmo nome de Sara Varon. É sobre a amizade inseparável entre um cachorro e um robô em Manhattan, Nova Iorque na década de 1980.
Robot Dreams teve sua estreia mundial no 76º Festival de Cinema de Cannes em 21 de maio de 2023, na seção Special Screenings. Recebeu o prêmio de Melhor Filme na seção Contrechamp do Festival Internacional de Cinema de Animação de Annecy e foi indicado para Melhor Filme de Animação no 96º Oscar.
O filme não contém nenhum diálogo verbal.

## Lançamento
Robot Dreams teve sua estreia mundial em 21 de maio de 2023, na seção Special Screenings do 76º Festival de Cinema de Cannes, depois exibido em 12 de junho de 2023, no Festival Internacional de Cinema de Animação de Annecy, em 23 de julho, 2023, no Festival Internacional de Cinema da Nova Zelândia e em 14 de agosto de 2023, no 29º Festival de Cinema de Sarajevo. Foi exibido em 7 de setembro de 2023, no 48º Festival Internacional de Cinema de Toronto e em outubro de 2023 no 56º Festival de Cinema de Sitges.
Foi lançado comercialmente em 6 de dezembro de 2023, nos cinemas espanhóis para depois se expandir para o mercado francês em 27 de dezembro de 2023. A Neon adquiriu os direitos de distribuição para lançamento em território norte-americano.

## Recepção
No site agregador de resenhas Rotten Tomatoes, 97% das 31 resenhas dos críticos são positivas, com uma classificação média de 8,2/10. O Metacritic, que usa uma média ponderada, atribuiu ao filme uma pontuação de 81 em 100, com base em 8 críticos, indicando críticas de "aclamação universal".
Paula Arantzazu Ruiz, da Cinemanía, avaliou o filme com 5 de 5 estrelas, considerando "[a relação entre] o cachorro e o robô a amizade mais incrível e linda do ano". A Variety colocou Robot Dreams em sua lista dos 22 filmes esquecidos de 2023.